# ベスト オブ くるり -TOWER OF MUSIC LOVER-
『ベスト オブ くるり / TOWER OF MUSIC LOVER』（-タワー・オブ・ミュージック・ラヴァー）は、2006年7月26日に発売されたくるりのベスト・アルバム。初回盤と通常盤は品番が異なり、初回限定盤はVIZL-195、通常盤はVICL-61985～6となっている。

## 解説
- 2006年に結成10周年を迎えたくるりがそれまでの10年間を振り返る意味で発表したベストアルバム。よくある契約消化作やレコード会社の意向によるものではなく、メンバー自身がレコード会社へ「ベスト盤を出したい」と嘆願したことから制作された。選曲は「多くの人に望まれ受け入れられやすい楽曲」を基準に岸田繁を中心としたメンバー全員によって行われた。
- くるりはそれまで自分たちをアルバムミュージシャンと思っていたが、選曲に際し意外にシングルが多かったことに驚いたという。シングルA面は2006年までに発売された作品を全て網羅し、アルバム未収録となっていたB面曲、映画『リアリズムの宿』に使用されるもソフト化が行われなかった「家出娘」の初CD化、さらに初回限定盤には未発表となっていたアウトテイクをソフト化するなどと、単なるベスト・アルバムにとどまらない、レアトラック集も兼ねた作品となっている。また、単純に年代順に曲を並べるのではなく、かなり趣向を凝らした曲順になっている。
- 本作は大村達身が参加した最後のアルバムとなった。
- ジャケット写真は京都タワーや錦市場などの京都の風景である（メンバーの出身校の立命館大学の幟がある写真は京都市役所庁舎）。
- 初回限定盤のみ付属するDISC3に収録されている全曲は、後に、未発表作品集（コンセプト・アルバム）『thaw』にも収録されている。

## 収録曲
- 特に表記がない場合はシングルヴァージョン
- 楽曲の解説は各収録作品参照

### CD
| 全作詞・作曲: 岸田繁、全編曲: くるり（特記以外）。 |                                                   |        |            |      |
| #                                                  | タイトル                                          | 作詞   | 作曲・編曲 | 時間 |
| 1.                                                 | 「ワンダーフォーゲル」                            | 岸田繁 | 岸田繁     | 4:34 |
| 2.                                                 | 「ばらの花」                                      | 岸田繁 | 岸田繁     | 5:00 |
| 3.                                                 | 「虹」(編曲: くるり & 佐久間正英)                 | 岸田繁 | 岸田繁     | 5:00 |
| 4.                                                 | 「ワールズエンド・スーパーノヴァ」                | 岸田繁 | 岸田繁     | 5:45 |
| 5.                                                 | 「THANK YOU MY GIRL」(編曲: くるり & Nick Hannan) | 岸田繁 | 岸田繁     | 2:05 |
| 6.                                                 | 「Baby I Love You」(編曲: くるり & Liam Watson)   | 岸田繁 | 岸田繁     | 3:56 |
| 7.                                                 | 「ハローグッバイ」                                | 岸田繁 | 岸田繁     | 4:06 |
| 8.                                                 | 「春風 (Alternative)」                            | 岸田繁 | 岸田繁     | 6:00 |
| 9.                                                 | 「ナイトライダー (QURULI version)」               | 岸田繁 | 岸田繁     | 3:39 |
| 10.                                                | 「リバー」                                        | 岸田繁 | 岸田繁     | 4:15 |
| 11.                                                | 「ハイウェイ」                                    | 岸田繁 | 岸田繁     | 4:20 |
| 12.                                                | 「飴色の部屋」                                    | 岸田繁 | 岸田繁     | 3:36 |
| 13.                                                | 「赤い電車 (Ver.金沢文庫）」                      | 岸田繁 | 岸田繁     | 4:22 |
| 合計時間:                                          | 合計時間:                                         | 56:38  |            |      |

| 全作詞・作曲: 岸田繁、全編曲: くるり（特記以外）。 |                                                         |        |            |      |
| #                                                  | タイトル                                                | 作詞   | 作曲・編曲 | 時間 |
| 1.                                                 | 「水中モーター (Jam Remix)」                            | 岸田繁 | 岸田繁     | 3:13 |
| 2.                                                 | 「ロックンロール」                                      | 岸田繁 | 岸田繁     | 4:12 |
| 3.                                                 | 「東京」(編曲: くるり・シュガーフィールズ & 佐久間正英) | 岸田繁 | 岸田繁     | 5:32 |
| 4.                                                 | 「青い空」(編曲: くるり & 根岸孝旨)                     | 岸田繁 | 岸田繁     | 4:19 |
| 5.                                                 | 「リボルバー」                                          | 岸田繁 | 岸田繁     | 2:21 |
| 6.                                                 | 「男の子と女の子」                                      | 岸田繁 | 岸田繁     | 5:03 |
| 7.                                                 | 「BIRTHDAY」(編曲: くるり・堀江博久・臺太郎)            | 岸田繁 | 岸田繁     | 4:30 |
| 8.                                                 | 「Superstar」                                           | 岸田繁 | 岸田繁     | 5:08 |
| 9.                                                 | 「尼崎の魚」(編曲: くるり & 佐久間正英)                 | 岸田繁 | 岸田繁     | 4:33 |
| 10.                                                | 「街」(編曲: くるり & 根岸孝旨)                         | 岸田繁 | 岸田繁     | 4:13 |
| 11.                                                | 「サンデーモーニング」(編曲: くるり & 根岸孝旨)         | 岸田繁 | 岸田繁     | 4:00 |
| 12.                                                | 「家出娘」                                              | 岸田繁 | 岸田繁     | 3:15 |
| 13.                                                | 「HOW TO GO」                                           | 岸田繁 | 岸田繁     | 6:06 |
| 合計時間:                                          | 合計時間:                                               | 56:25  |            |      |

| 全作詞・作曲: 岸田繁、全編曲: くるり（特記以外）。 |                                                 |        |            |      |
| #                                                  | タイトル                                        | 作詞   | 作曲・編曲 | 時間 |
| 1.                                                 | 「怒りのぶるうす」(編曲: くるり・Tony Doogan)   | 岸田繁 | 岸田繁     | 3:16 |
| 2.                                                 | 「Giant Fish」                                  | 岸田繁 | 岸田繁     | 4:15 |
| 3.                                                 | 「さっきの女の子」(編曲: くるり・Fran Flannery) | 岸田繁 | 岸田繁     | 3:12 |
| 4.                                                 | 「人間通」                                      | 岸田繁 | 岸田繁     | 4:53 |
| 合計時間:                                          | 合計時間:                                       | 15:36  |            |      |

### 楽曲解説

#### DISC1
1. ワンダーフォーゲル
初出：6thシングル（2000年10月18日）／『TEAM ROCK』（2001年2月21日）
2. ばらの花
初出：7thシングル（2001年1月24日）／『TEAM ROCK』（2001年2月21日）
3. 虹
初出：2ndシングル（1999年2月24日）／『さよならストレンジャー』（1999年4月21日）
岸田自身がこのベスト盤でもっとも好きな曲であり、「くるりを象徴する楽曲」とあげている。
4. ワールズエンド・スーパーノヴァ
初出：9thシングル（2002年2月20日）／『THE WORLD IS MINE』（2002年3月20日）
シングルヴァージョンはアルバム初収録。
5. THANK YOU MY GIRL
初出：『THE WORLD IS MINE』（2002年3月20日）
6. BABY I LOVE YOU
初出：17thシングル（2005年10月26日）／NIKKI（2005年11月23日）
7. ハローグッバイ
初出：10thシングルB面（2002年5月9日）
アルバム初収録曲。
8. 春風 (Alternative)
初出：5thシングル（2000年4月5日）
アルバム初収録曲。本作ではエンジニアの高山徹による未発表ミックスが使用されている。岸田繁がミックスしたシングルバージョンと比較して若干音が厚めで、やや尺が長い。
9. ナイトライダー (QURULI version)
初出：シングルB面（くるりとリップスライム）（2006年7月5日）
2006年に発売されたRIP SLYMEとの企画シングルのB面曲として双方にRIP SLYMEヴァージョンとくるりヴァージョンとが存在する楽曲。本作ではくるりとRIP SLYME名義のJuiceに収録されていたくるりのものを収録。アルバム初収録。
10. リバー
初出：『TEAM ROCK』（2001年2月21日）／8thシングル（2001年5月17日）
11. ハイウェイ
初出：12thシングル（2003年11月5日）／ジョゼと虎と魚たち（2003年11月5日）
シングルヴァージョンはアルバム初収録。
12. 飴色の部屋
初出：ジョゼと虎と魚たち（2003年11月5日）
13. 赤い電車 (Ver.金沢文庫)
初出：16thシングル（2005年9月22日）／『NIKKI』（2005年11月23日）
本作ではシングルとは異なる未発表バージョンを収録。

#### DISC2
1. 水中モーター (Jam Remix)
初出：THE WORLD IS MINE（2002年3月20日）
このバージョンは2003年の正月コンピレーションフィルム映画『Jam Films』のサウンドトラック盤のみに収録されていた。2002年と言う発売時期や発売元が所属と異なるコロムビアであったことなどからかなり入手困難な作品であったが、本作でようやく日の目を見る形となった。
2. ロックンロール
初出：13thシングル（2004年2月11日）／アンテナ（2004年3月10日）
3. 東京
初出：1stシングル（1998年10月21日）／さよならストレンジャー（1999年4月21日）
シングルヴァージョンはアルバム初収録。
4. 青い空
初出：3rdシングル（1999年8月25日）／図鑑（2000年1月21日）
シングルヴァージョンはアルバム初収録。
5. リボルバー
初出：8thシングルB面（2001年5月17日）
アルバム初収録曲。解読困難な歌詞であることを認めており、何故ベスト盤に？という問いに対しては「ただ好きなんで…。」と答えている。
6. 男の子と女の子
初出：THE WORLD IS MINE（2002年3月20日）／10tnシングル（2002年5月9日）
7. BIRTHDAY
初出：14thシングル（2005年2月23日）／NIKKI（2005年11月23日）
8. Superstar
初出：15thシングル（2005年8月24日）／NIKKI（2005年11月23日）
シングルヴァージョンはアルバム初収録。
9. 尼崎の魚
初出：1stシングルB面（1998年10月21日）
アルバム初収録曲。
10. 街
初出：4thシングル（1999年11月20日）／図鑑（2000年1月21日）
11. サンデーモーニング
初出：3rdシングルB面（1999年8月25日）
アルバム初収録曲。
12. 家出娘
未発表曲
映画『リアリズムの宿』主題歌。6月の祝日でもなんでもない普通の日に作られた楽曲。モノラル録音で制作されている。映画では当初、別の曲を用意していたが、「暗すぎる」という理由で監督に作り直しを要求されムッとして、それ以上に暗い曲を作ったところ、採用された。
13. HOW TO GO
初出：11thシングル（2003年9月17日）／アンテナ（2004年3月10日）
シングルヴァージョンはアルバム初収録。
岸田曰く、本来はこの曲を本作に入れたくなかったらしい。しかし、シングル曲なのにベストに入らないのはおかしいと思い、仕方なく入れた。

### DISC3（初回限定盤のみ）
1. 怒りのぶるうす
2004年発売の5枚目のアルバム『アンテナ』のアウトテイク。グラスゴーにて録音。あまりにアルバムの雰囲気に合わないためにボツとなった。
2. Giant Fish
1998年のデビュー前未発表音源。東中野の狭いスタジオで録音されたものをそのまま収録。大学生ながらサビが多く、詰め込んだ楽曲と語っている。
3. さっきの女の子
2005年発売の6枚目のアルバム『NIKKI』のアウトテイク。アメリカで録音されたためイギリス録音の『NIKKI』に合わずお蔵入りとなる。
4. 人間通
2001年発売の3枚目のアルバム『TEAM ROCK』のアウトテイク。上尾にて録音。『TEAM ROCK』を全て凝縮した楽曲であるという。岸田いわく「ゴミで作った芸術の最高峰」。

## 参考資料
- アルバム初回盤付属のライナーノーツ
- 各種インタビュー記事